# Куртайський сільський округ
Курта́йський сільський округ (каз. Құртай ауылдық округі, рос. Куртайський сельский округ) — адміністративна одиниця у складі Тимірязєвського району Північноказахстанської області Казахстану. Адміністративний центр — село Степне.
Населення — 519 осіб (2021; 778 у 2009, 968 у 1999, 1318 у 1989).
Станом на 1989 рік існувала Степна сільська рада (села Ракитне, Степне). 2009 року Степний сільський округ перейменовано в Куртайський.

## Склад
До складу округу входять такі населені пункти:
| Населений пункт | Старі назви | Населення, осіб (1989) | Населення, осіб (1999) | Населення, осіб (2009) | Населення, осіб (2021) |
| --------------- | ----------- | ---------------------- | ---------------------- | ---------------------- | ---------------------- |
| Ракитне, село   | -           | 291                    | 220                    | 91                     | 50                     |
| Степне, село    | -           | 1027                   | 748                    | 687                    | 469                    |